# Berzék
Berzék là một thị trấn thuộc hạt Borsod-Abaúj-Zemplén, Hungary. Thị trấn này có diện tích 10,59 km², dân số năm 2010 là 1111 người, mật độ 105 người/km².